# Daniel Ketchum
Daniel Ketchum –conocido como Dan Ketchum– (Cincinnati, 7 de octubre de 1981) es un deportista estadounidense que compitió en natación, especialista en el estilo libre.
Participó en los Juegos Olímpicos de Atenas 2004, en los que le fue otorgada una medalla de plata en el relevo 4 × 200 m libre por nadar la serie preliminar. Ganó una medalla de oro en el Campeonato Mundial de Natación en Piscina Corta de 2004, en la prueba de 4 × 200 m libre.

## Palmarés internacional
| Juegos Olímpicos                    | Juegos Olímpicos              | Juegos Olímpicos | Juegos Olímpicos |
| Año                                 | Lugar                         | Medalla          | Prueba           |
| ----------------------------------- | ----------------------------- | ---------------- | ---------------- |
| 2004                                | Atenas (Grecia)               | Medalla de oro   | 4 × 200 m libre  |
| Campeonato Mundial en Piscina Corta |                               |                  |                  |
| Año                                 | Lugar                         | Medalla          | Prueba           |
| 2004                                | Indianápolis (Estados Unidos) | Medalla de oro   | 4 × 200 m libre  |

1. ↑  Compitió en la serie preliminar.